# عمر دوباره
عمر دوباره فیلمی به کارگردانی پرویز خطیبی محصول سال ۱۳۳۱ است.

## خلاصه داستان
دختری از قید و بند و محدودیت خانواده می‌گریزد تا به دلخواه خود زندگی کند. طی ماجراهایی دختر درمی یابد که در تشخیص دچار اشتباه شده و به همین جهت به سوی خانوادهٔ خود باز می‌گردد و زدگی تازه‌ای را آغاز می‌کند.

## منبع
وب‌گاه سوره